# 麻生宗由
麻生 宗由（あそう もとよし、1932年（昭和7年）4月6日 - 2001年（平成13年）5月3日）は日本のフランス文学者。元・法政大学教授。
1932年（昭和7年）4月6日、東京に生まれる。中央大学文学部フランス文学科を卒業し、同大学大学院文学研究科フランス文学専攻修士課程を修了する。

## 著書
- 『初級フランス語教室』（カルチャー出版社、1977）
- 『魔法にかかった魔法使い』（芸林書房、1988）
- 『美女と海竜』（芸林書房、1988）
- 『だまされた悪魔』（芸林書房、1988）
- 『逃げ出した聖女像』（芸林書房、1988）
- 『女の一生』（芸林書房、1988）
- 『ビールをのむおうむ』（駿河台出版社、1988）
- 『フレール・ジャック』（駿河台出版社、1988）
- 『デュボワ家の人々』（朝日出版社、1992）

## 翻訳
- 『三人の改革者』ジャック・マリタン（弥生書房、1971）

## 参考
- 『現代物故者事典 2000-2002』（日外アソシエーツ、2003）